# Ерико Куна
Ерико Куна (порт. Erico Cuna; Мапуто, 25. мај 2000) мозамбички је пливач чија специјалност су спринтерске трке слободним и делфин стилом. 

## Спортска каријера
Међународну спортску каријеру Куна је започео 2017. учешћем на светском јуниорском првенству у Индијанаполису где је успео да исплива неколико личних рекорда. Годину дана касније по први пут је наступио на неком сениорском такмичењу учествујући на Играма Комонвелта у аустралијском Гоулд Коусту заузевши високо седмо место у финалу штафетне трке на 4×100 мешовито. 
На светским првенствима у великим базенима дебитовао је у корејском Квангџуу 2019. где је успео да исплива личне рекорде у тркама на 50 делфин (61. место 25,40 сек) и 50 слободно (84. место уз резултат 24,60 секунди). 